# Ya'arab bin Bel'arab
Ya'arab bin Bel'arab (en árabe: يعرب بن بلعرب‎) fue uno de los imanes rivales durante las guerras civiles en Omán en los años finales de la dinastía Yaruba. Falleció en 1723.
Ya'arab bin Bel'arab era el primo de Saif bin Sultan II, el hijo joven de Sultan bin Saif II. Saif bin Sultan II tenía doce años cuando su padre, el imán Sultan bin Saif II, murió en 1718. Aunque había sido nombrado sucesor y era popular entre el pueblo, los ulemas decidieron que era demasiado joven para ejercer el cargo y favorecieron a su hermano mayor, Muhanna bin Sultan. En 1719, Muhanna bin Sultan fue llevado sigilosamente al Fuerte Rustaq y proclamado imán. Muhanna era impopular y en 1720 fue depuesto y asesinado por Ya'arub bin Bal'arab.
Ya'arab bin Bel'arab se declaró regente durante la minoría de edad de su primo. En mayo de 1722 Ya'arab dio el siguiente paso y se proclamó imán. Esto provocó un levantamiento encabezado por Bel'arab bin Nasir, pariente político del imán depuesto. Después de algunas escaramuzas, Ya'arab bin Bel'arab fue derrotado en Nizwa y el joven Saif bin Sultan II fue declarado nuevamente imán, esta vez con Bela'rab bin Nasir como regente.
Mohammed bin Nasir estaba entre los notables que fueron a Rustaq para felicitarlo. Por alguna razón, Bel'arab bin Nasir se peleó con Mohammed bin Nasir, quien tomó medidas para organizar una rebelión en alianza con el ex imán Ya'arab bin Bel'arab. Después de una serie de derrotas, Bel'arab bin Nasir se vio obligado a aceptar los términos de paz bajo los cuales entregaría todos los fuertes en Omán. Ya'arab bin Bel'arab murió poco después, falleciendo el 16 de marzo de 1723 en Nizwa.